# Autoroute M3 (Hongrie)
Pour les articles homonymes, voir M3 et Autoroute du Nord-Est.
L'autoroute M3 est une autoroute qui relie actuellement Budapest à Vásárosnamény. Elle fait partie des routes européennes E 71 et E 79. La construction des premiers kilomètres remonte à 1978. Depuis la mise en service des sections entre Nyíregyháza et Vásárosnamény en 2014, la M3 a une longueur de 280 km. Il est prévu de la prolonger jusqu'à Barabás, ce qui portera sa longueur totale à 307 km et établira la première connexion autoroutière entre la Hongrie et l'Ukraine.  
Trois autres autoroutes partent d'elle, la M25 (au km 108, reliant la M3 à Eger), la M30 (au km 151, reliant la M3 à Miskolc) et la M35 (au km 186, reliant la M3 à Debrecen).  
Comme toutes les autoroutes hongroises la M3 est payante par l’intermédiaire d'une vignette électronique ou 'matrica' en hongrois.

## Capacité
| Section                                    | Capacité | Longueur |
| ------------------------------------------ | -------- | -------- |
| Budapest, Róbert Károly körút - Rákopalota |          | 8 km     |
| Rákopalota -                               |          | 269 km   |

## Routes Européennes
L’autoroute M3 est aussi :
| Numéro | Tracé                                                         |
| ------ | ------------------------------------------------------------- |
| E71    | Entre l'échangeur (Gödöllő M31 - l'échangeur (Mezőcsát M30)   |
| E79    | Entre l'échangeur (Mezőcsát M30 - l'échangeur (Görbeháza M35) |